# Oolit

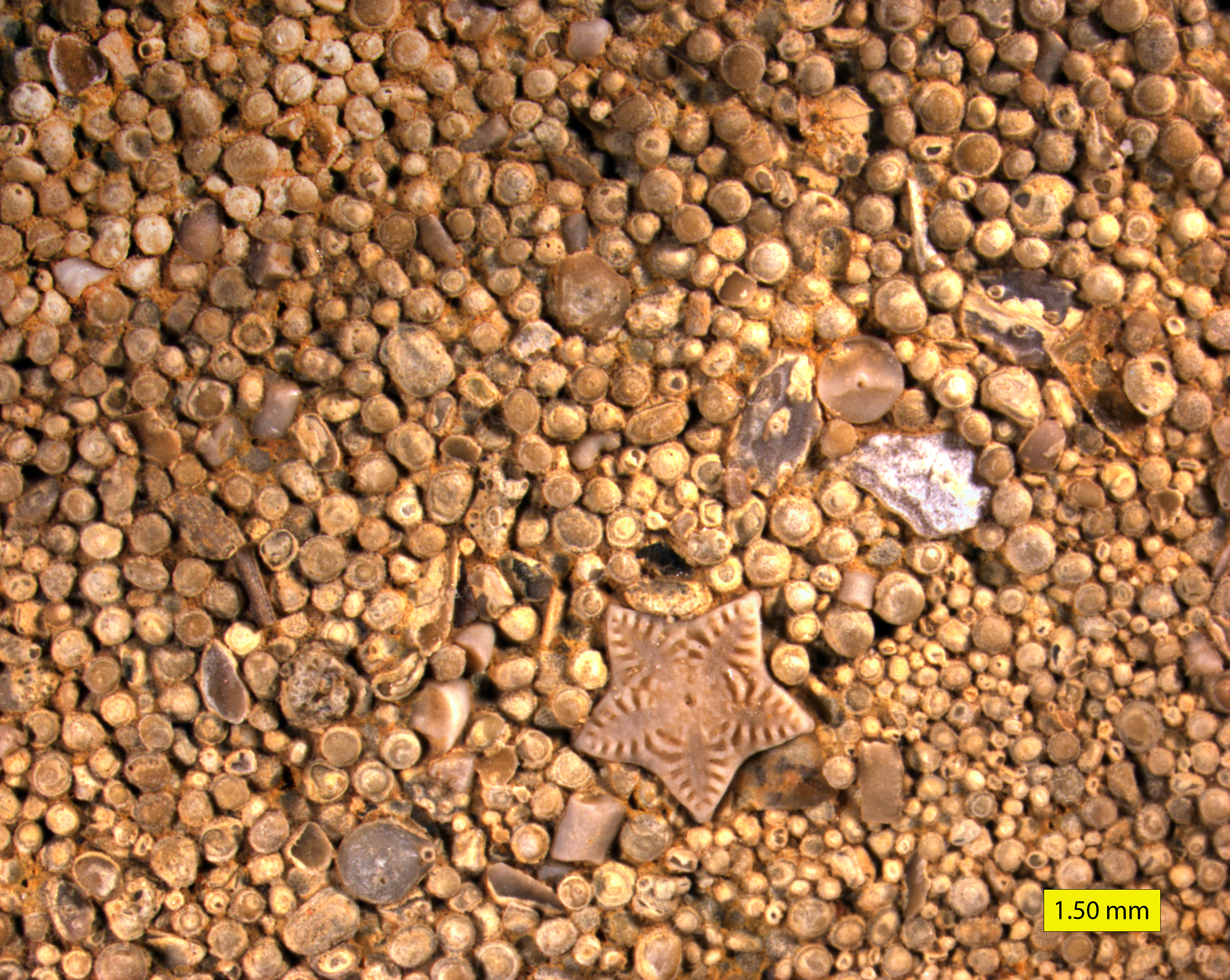
Ooider på ytan av kalksten; Carmelbildningen (Middle Jurassic) i södra Utah. Skalstrecket är 2,0 mm.

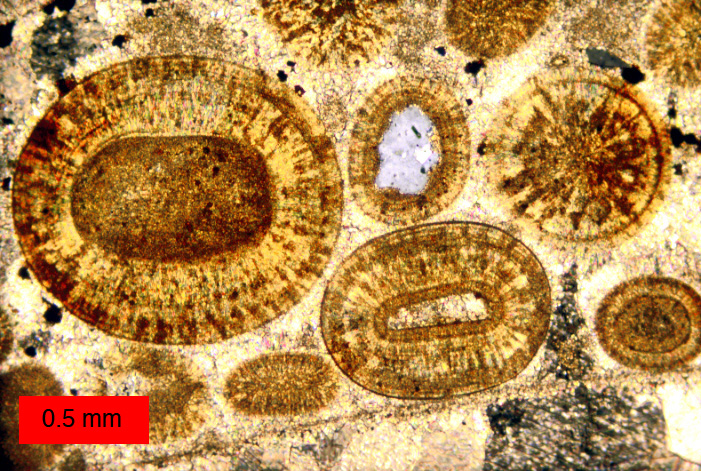
Genomskärning av en ooid av kalk från en oolit i Carmelbildningen (Middle Jura) i södra Utah. Den största ooiden är 1,2 mm i diameter.

Oolit (äggsten)[källa behövs] även kallad romsten eller oolitkalksten är en typ av kalksten bestående av ooider i en grundmassa av kalklera. Ooider är små kulformade karbonatkorn med en diameter på upp till 2 mm som består av koncentriska lager kring en kärna. Färgen på ooiderna är vit till gulaktig. Namnet härrör från grekiskans ord òoion för ägg. Termen oolit kan hänvisa till mineralet oolit eller enskilda ooider.[källa behövs] Oolit innehåller ibland fossil. En liknande bergart kallas pisolit eller ärtsten och består av pisoider. Pisoider räknas ibland som en typ av ooid men pisoider brukar sakna kärna och är större än 2mm.

## Källa och fotnoter
1. 1 2  ”Liten Geologisk Encyklopedi” ( PDF). Institutionen för mark och miljö. Sveriges lantbruksuniversitet. sid. 53, 58. Arkiverad från originalet den 2 april 2018. https://web.archive.org/web/20180402150341/http://www.geonord.org/ugs/LitenGeologiskEncyklopedFeb2015.pdf. Läst 21 april 2018.
2. 1 2  Bonniers Naturguider - Bergarter och mineral/sid:33 /Förlag: Albert Bonniers Förlag AB ,2005,/ ISBN 91-0-010458-2/Originalets titel: Rocks and Minerals (Doring Kindersley Ltd)
3. ↑  http://www.ne.se/sok?q=ooider - Nationalencyklopedin på nätet - http://www.ne.se - sökord:ooider sökdatum:2okt 2013